# Nattenheim
Nattenheim település Németországban, Rajna-vidék-Pfalz tartományban. Lakosainak száma 598 fő (2023. december 31.).

## Népesség
A település népességének változása:
| Lakosok száma | 386  | 585  | 580  | 600  | 578  | 598  |
|               | 1975 | 2017 | 2019 | 2021 | 2022 | 2023 |